# Les Habits rouges
Les Habits rouges (titre original : April Morning)  est un roman d'Howard Fast sur la révolution américaine, et plus précisément la bataille de Lexington. Il est sorti en 1961 aux éditions Bantam Books. 
La traduction en français, signée France-Marie Watkins, paraît aux Presses de la Cité en 1971.

## Adaptation à la télévision
- 1988 : April Morning, téléfilm américain réalisé par Delbert Mann, avec Chad Lowe et Tommy Lee Jones[1].